# Carex tenuispicula
Carex tenuispicula är en halvgräsart som beskrevs av Tang och S.Y.Liang. Carex tenuispicula ingår i släktet starrar, och familjen halvgräs. Inga underarter finns listade i Catalogue of Life.